# Aline Thielmann
Aline Thielmann (* 1969 in Jena, Deutsche Demokratische Republik) ist eine deutsche Fernsehmoderatorin. Seit 1998 moderiert sie das MDR Thüringen Journal.

## Leben
Thielmann wurde in Jena geboren und wuchs im Erfurter Stadtteil Rieth auf. Ihr Vater Klaus war als Arzt tätig und von Januar 1989 bis April 1990 Minister für Gesundheits- und Sozialwesen der Deutschen Demokratischen Republik. Nach dem Schulabschluss nahm sie im September 1989 ein Lehramtsstudium der Fächer Englisch, Deutsch und Kunst in Leipzig auf. Einen Teil ihres Studiums absolvierte sie in Freiburg im Breisgau sowie in Irland. Nach dem Ende ihres Studiums war sie einige Monate lang an der New York University tätig, ehe sie nach einer Station als Sprecherin für die Blindenbücherei in Leipzig ihre Arbeit beim Mitteldeutschen Rundfunk begann. Zunächst fungierte sie als Sprecherin von Beiträgen für das MDR Thüringen Journal. 1998 übernahm sie die Moderation des Thüringer Regionalmagazins, welches sie seitdem im wöchentlichen Wechsel präsentiert.